# Sacco (Antigua Grecia)

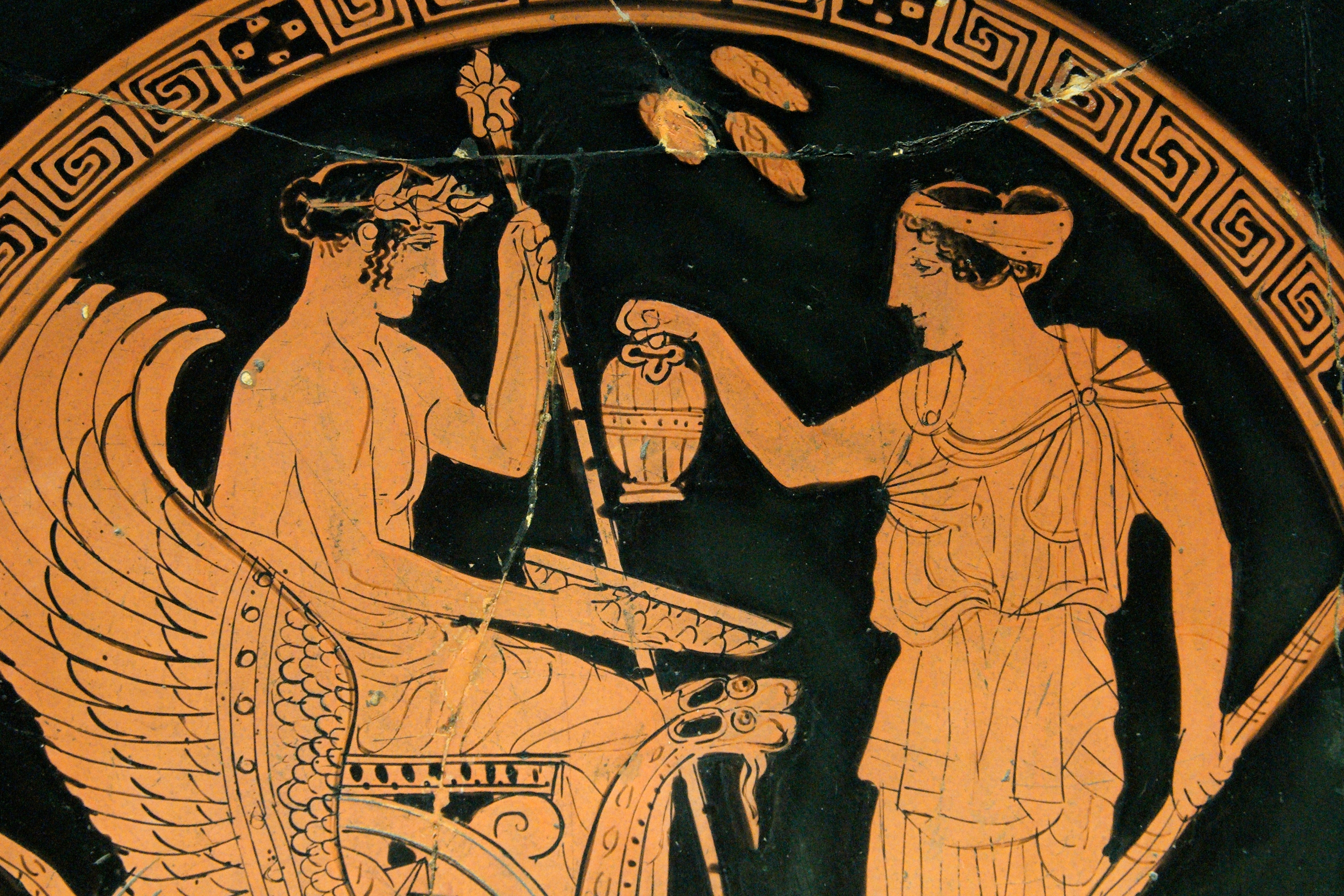
Triptólemo y Perséfone, tondo de una copa ática de figuras rojas.

El sacco (en griego antiguo: σάκκος) era un adorno para el cabello que usaban las mujeres de la Antigua Grecia.
Las mujeres griegas en el período clásico se dejaban crecer el cabello largo, pero lo usaban en varias capas en la parte superior de la cabeza, aunque en ocasiones formales lo llevaban suelto sobre la espalda o o por delante del pecho.
A finales del siglo V a. C., el cabello solía recogerse en moños o sujetarse con elaboradas cintas. Salvo quizás el flequillo, casi todo el cabello podía envolverse en un sacco, es decir, un trozo de tela o pañuelo que se sujetaba alrededor de la cabeza. El sacco también podía ser un gorro de tejido suave con una borla colgando en el centro. En ambos casos, cubría completamente el cabello, que solía recogerse en un moño, excepto el flequillo o los rizos cerca de las orejas. El esfendoné  (una diadema ancha, una versión más pequeña del sacco) no cubría completamente el cabello.
Las mujeres griegas se cubrían la cabeza de diversas maneras con el sacco o el esfendoné. Se han encontrado evidencias de este tipo de tocado en esculturas y escritos de la época. Muchas mujeres griegas usaban un tipo de gorro llamado sacco. En el período helenístico, el sacco y el esfendoné probablemente cayeron en desuso. Las mujeres aún llevaban el cabello recogido (principalmente en un moño), pero también lo llevaban rizado y ondulado en diversos peinados.